# Notodonta sachalinensis
Notodonta sachalinensis är en fjärilsart som beskrevs av Matsumura 1920. Notodonta sachalinensis ingår i släktet Notodonta och familjen tandspinnare. Inga underarter finns listade i Catalogue of Life.